# Centris catsal
Centris catsal är en biart som beskrevs av Roig-alsina 2000. Centris catsal ingår i släktet Centris och familjen långtungebin. Inga underarter finns listade.